# Susann Singer
Susann Singer (* 19. Januar 1970 in Leipzig) ist eine ehemalige deutsche Judoka. 1990 war sie noch für die DDR startend Europameisterschaftsdritte.

## Sportliche Karriere
Die 1,61 m große Susann Singer kämpfte bis 1990 im Halbmittelgewicht, der Gewichtsklasse bis 61 Kilogramm. Sie begann bei der BSG Empor Dresden, 1990 kämpfte sie für den SC Leipzig. Bei den DDR-Meisterschaften 1987 belegte sie den dritten Platz hinter Jana Nischwitz und Susann Skiba. 1989 und 1990 gewann sie den Titel. Bei den Europameisterschaften 1990 in Frankfurt am Main unterlag sie im Viertelfinale Gabriele Ritschel aus der Bundesrepublik Deutschland. Mit zwei Siegen in der Hoffnungsrunde erreichte sie den Kampf um eine Bronzemedaille, den sie gegen die Niederländerin Jenny Gal gewann. Sie war damit zusammen mit Jana Perlberg die einzige Medaillengewinnerin der DDR bei Judo-Europameisterschaften.
Von 1991 bis 1995 trat Singer im Leichtgewicht an, der Gewichtsklasse bis 56 Kilogramm. Bei den deutschen Meisterschaften belegte die für den SC Leipzig, nach dessen Auflösung für den Judoclub Leipzig startende Athletin 1991 den zweiten Platz hinter Sabine Ziesig; von 1992 bis 1994 gewann sie den Titel. Bei den Europameisterschaften 1994 in Danzig unterlag sie im Achtelfinale der Aserbaidschanerin Zülfiyyə Hüseynova. 1995 belegte Singer bei den Deutschen Meisterschaften den dritten Platz hinter Tanja Münzinger und Julia Meyer.
1996 kehrte Singer ins Halbmittelgewicht zurück und belegte beim internationalen Turnier in Moskau den zweiten Platz hinter der Türkin İlknur Kobaş. Zwei Monate später unterlag sie bei den Deutschen Meisterschaften im Finale Sandra Wurm. Bei den Europameisterschaften in Den Haag unterlag sie im Achtelfinale der Britin Diana Bell. Nach einem Sieg in der Hoffnungsrunde gegen die Italienerin Cinzia Cavazzuti schied sie gegen İlknur Kobaş aus und belegte den siebten Platz. Bei den Olympischen Spielen 1996 in Atlanta unterlag sie in ihrem ersten Kampf der Südkoreanerin Jung Sung-sook mit einer Juko-Wertung.